# 跟著貝爾去冒險
《跟著貝爾去冒險》（英語：Survivor Games）是中國東方衛視2015年推出的大型野外探險節目，由贝尔·格里尔斯腦蔣昌建，帶領8位中港台明星成員,謝天華、張丹峰、張鈞甯、韓雪、大張偉、劉語熙、吳倩、白敬亭艱險贵州叢林野外生存15天在中国。 節目於2015年10月16日起 在東方衛視、愛奇藝、騰訊、優酷播出。 是亞洲首檔自然探索類紀實真人秀。

## 節目內容
《跟著貝爾去冒險》堪稱史上最真的真人秀。明星們不允許帶經紀人和助理，沒有手提電話，甚至沒有足夠食物，在封閉艱苦的條件下，經歷殘酷艱險叢林求生15天，沒有明星光環、崩潰恐懼、無助不安的情緒反應，一真實無遺的呈現出來。
節目一開始，明星們就被貝爾從直升機上推入湖里,之後經歷一連串上山下海、橫穿瀑布、攀爬懸崖、飛越山溝，面對種種困難，食盡一切奇葩生物，夜宿森林荒野。無論是從生理上還是心理上，這都極具挑戰性，憑藉自己求生的技能，釋放內在潛能克服恐懼，完成挑戰，體驗真正活著的感受，成長起來。

## 節目成員
| 姓名          | 職業                       | 作品                                                     |
| 贝尔·格里尔斯 | 英國探險家、電視主持人     | 《人在野》、《人在絕境》、《貝爾的逃生密碼》等           |
| 蔣昌建        | 復旦大學副教授、電視主持人 | 《最強大腦》等                                           |
| 謝天華        | 中國香港男演員             | 《古惑仔》、《學警狙擊》、《Laughing Gor之變節》等       |
| 張丹峰        | 中國男演員                 | 《半生緣》、《夏家三千金》等                             |
| 張鈞甯        | 台灣女演員                 | 《白色巨塔》、《情非得已之生存之道》、《少年四大名捕》等 |
| 韓雪          | 中國女演員、歌手           | 《南北一家親》、《錯愛一生》、《北平往事》等             |
| 大張偉        | 音樂人、中國男歌手         | 專輯《大張旗鼓》、專輯《大搖大擺迎春來》等               |
| 劉語熙        | 電視主持人                 | 《NBA最前線》、《這就是生活》等                          |
| 吴倩          | 中國女演員                 | 《曇華林》、《隋唐英雄4》、《何以笙簫默》等              |
| 白敬亭        | 中國男演員                 | 《匆匆那年》、《旋風少女》等                             |

## 制作
貝爾·格里爾斯,英國國寶級荒野求生專家,對來到中國展開首秀，顯得激動不已; 中國觀眾保證，這是有史以來最具野心和激情、令人嘆為觀止的節目。節目是中國紀錄片頂級團隊"SMG雲集將來"、美國探索頻道（Discovery Channel）與貝爾一起 依據中國貴州世界自然遺產地荔波縣的獨特地貌 特點研發全新環節設置模式拍攝製作。荔波縣位於貴州南部，地處雲貴高原向廣西丘陵過渡地帶，森林覆蓋率65.3%，擁有48595公頃集中連片的原生性喀斯特森林，是地球上殘存的分佈集中、原生性強、相對穩定的喀斯特森林生態系統。